# Aeroporto de Bragança Paulista
O Aeroporto Estadual de Bragança Paulista / Arthur Siqueira é um aeroporto brasileiro localizado na cidade de Bragança Paulista em São Paulo.

## Aeroclube Estadual deBragança Paulista/ Arthur Siqueira
SBBP/BJP

### Características
Latitude: 22º 58’ 45’’ S - Longitude: 046º 32’ 15’’ W

Indicação ICAO: SBBP - Horário de Funcionamento: H24

Código de Pista: 1 - Tipo de Operação: VFR diurno/VFR noturno

Altitude: 880m/2.887 ft - Área Patrimonial (ha): 41,6

Temp. Média: 28,6 °C

Categoria Contra Incêndio disponível: 2

Distância da Capital (km) - Aérea: 73 - Rodoviária: 83

Distância até o Centro da Cidade: 3 km

### Movimento
Dimensões (m): 1.200 x 30

Designação da cabeceira: 16 - 34 - Cabeceira Predominante: 34

Declividade máxima: 1,2% - Declividade Efetiva: 1,2%

Tipo de Piso: asfalto - Resistência do Piso (PCN): 16/F/B/X/T

### Pista
Ligação do pátio à pista de pouso - PRA (m): 125 x 15

Ligação ao pátio - PRB (m): 125 x 10,5

Ligação ao pátio - PRD (m): 108 x 10

Tipo de Piso: asfalto

Distância da cabeceira mais próxima (m): 235,22

### Pátio
Dimensões (m): 65 x 60 

Capacidade de Aviões: 4 EMB-110

Dist. da Borda ao Eixo da Pista (m): 140

Tipo de Piso: asfalto

### Auxílios operacionais
NDB: 385 - Sinais Eixo de Pista - Biruta - Sinais de Guia de Táxi

Sinais de Cabeceira de Pista - Sinais Indicadores de Pista

Frequência do Rádio (AFIS): 125.700 (MHz)

Circuito de Tráfego Aéreo: Ingresso pelo setor E

Passou a operar também no noturno a partir do dia 19 de março de 2014 via NOTAM

### Abastecimento
AVGAS -Pátio Direto a Bomba

JETAI- Pátio

### Instalações
Terminal de Passageiros (m²): 225

Estacionamento de Veículos - nº de vagas: 76

Tipo de Piso: asfalto

## Serviços
Aeroclube

Manutenção de Peças e Aeronaves

Hangares: 5 - KC/KT

Telefone Público